# Melicope kjellbergii
Melicope kjellbergii är en vinruteväxtart som beskrevs av Thomas Gordon Hartley. Melicope kjellbergii ingår i släktet Melicope och familjen vinruteväxter. Inga underarter finns listade i Catalogue of Life.